# Julian Nida-Rümelin

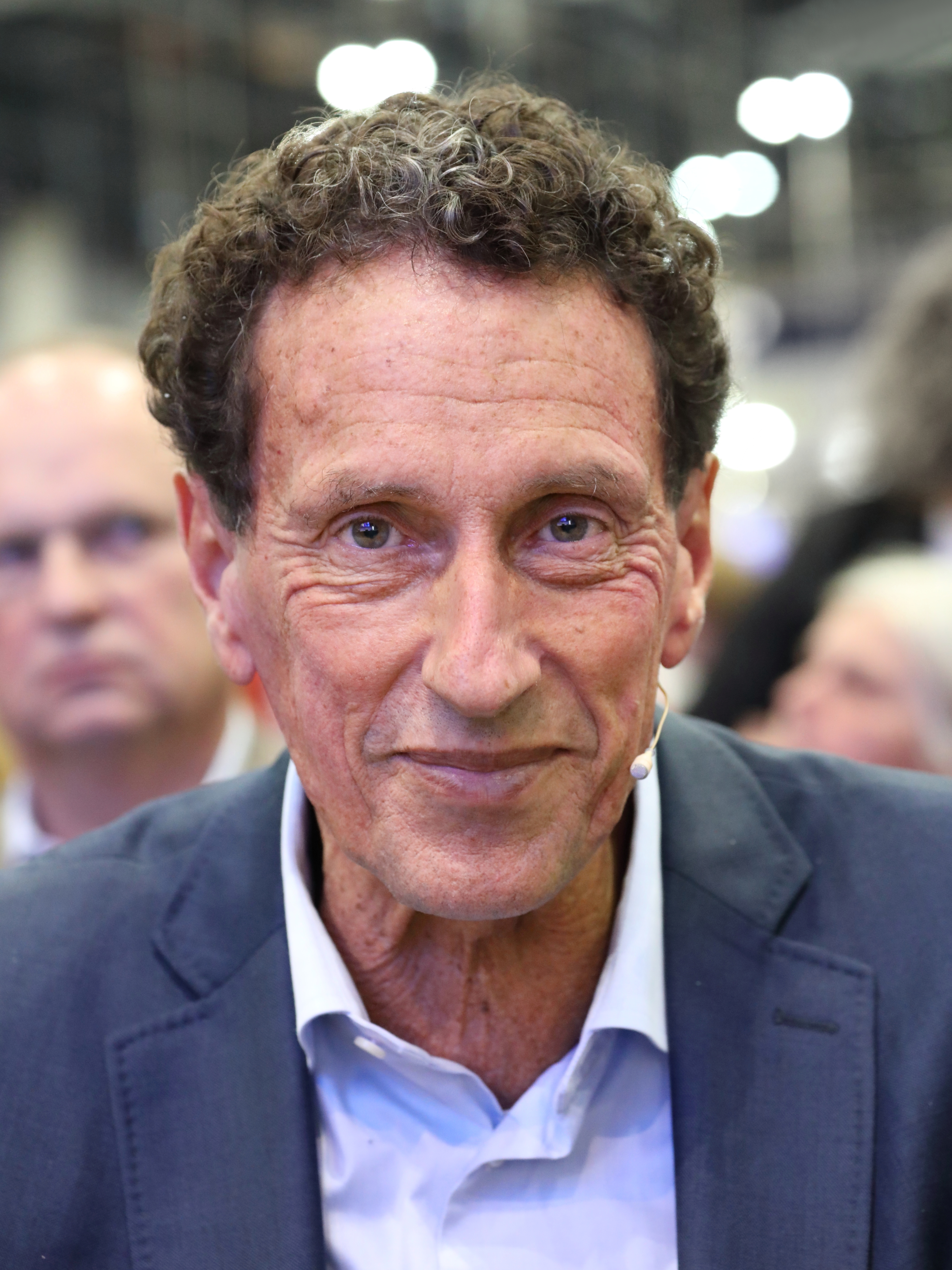

Julian Nida-Rümelin (n. en Múnich, 28 de noviembre de 1954) es un pensador y filósofo alemán. Según el ranking anual de la revista de política y cultura alemana “Cicero” en 2007 y 2008, es el tercer filósofo más influyente de Alemania.
Su focos científicos son la ética normativa y aplicada, las teorías de la decisión y racionalidad así como la teoría de la democracia. Es el hermano de la filósofa Martine Nida-Rümelin, hijo del escultor Rolf Nida-Rümelin y nieto del también escultor Wilhelm Nida-Rümelin. Está casado con la escritora franco-germana Nathalie Weidenfeld.
Julian Nida-Rümelin fue asimismo ministro de cultura durante el mandato del canciller Gerhard Schröder.

## Biografía
Julian Nida-Rümelin creció en el seno de una familia de artistas. Entre 1975 y 1980 estudió filosofía, física, matemática y ciencias políticas en las Universidades de Múnich y Tubinga. En 1983 defendió su tesis doctoral con el pensador alemán especializado en la teoría de la ciencia, Wolfgang Stegmüller, como director de tesis. Dicha tesis abarca los campos de la filosofía, las ciencias políticas, la lógica y la teoría de la ciencia. En 1989 defendió su habilitación en la Universidad Ludwig Maximilians de Múnich. 
Tras diversas cátedras en la Universidad de Minnesota (EE. UU.), la Universidad Eberhard Karls de Tubinga y la Universidad Georg August en Gotinga, Julian Nida-Rümelin ostenta la cátedra de filosofía y ciencias políticas de la Universidad Ludwig Maximilians en Múnich desde el 2004 y una cátedra honorífica en el instituto de filosofía de la Universidad Humboldt de Berlín desde el 2002.
En enero de 2001 fue nombrado ministro de cultura y medios de comunicación. Nida-Rümelin permaneció en ese cargo hasta fines del primer periodo de la legislatura de Schröder. A finales del 2002 acabó declinándose por el mundo universitario retornando a la universidad de Gotinga.
Julian Nida-Rümelin es presidente del consejo del Centro de Ética de Múnich y a partir de enero de 2009 presidente de la Sociedad Alemana de Filosofía (Deutsche Gesellschaft für Philosophie). Asimismo es miembro de la Academia Europea de las Ciencias.
En 2004 la Asociación de la librería de Alemania le concedió el premio de “promotor del libro alemán”. En junio de 2007 recibió el galardón de “scientist in residence” de la Universidad de Duisburg-Essen.
En septiembre de 2008 Nida-Rümelin fue elegido presidente de la Sociedad Alemana de Filosofía (Deutsche Gesellschaft für Philosophie), un acreditado instituto internacional dedicado al ejercicio y aplicación prácticos de la filosofía, así como al análisis de la filosofía coetánea.

## Filosofía
Su pensamiento se centra en el terreno de la filosofía práctica, la cual abarca por convención los campos de la ética, la filosofía social, del estado y del derecho. Su campo de especialización es, así pues, la racionalidad, la ética, la filosofía política, las teorías culturales, además de las teorías de la ciencia y epistemología. En su tesis doctoral explora la relación entre la racionalidad y la moralidad valiéndose de las herramientas de la teoría de la decisión. Su pensamiento circula en torno a cuestiones como el significado de “actuar racionalmente” o la aptitud de modelos de actuación consecuencialistas en el análisis de comportamientos morales. Nida-Rümelin niega lo último. Para Nida-Rümelin un puente entre la filosofía y las ciencias políticas son las llamadas teorías de decisión colectiva (collective choice theory), una subdisciplina de las teoría de la decisión. En 1994 publicó Nida-Rümelin junto a Lucian Kern el libro “Logik kollektiver Entscheidungen“ ( lo cual podría ser traducido con el título: La lógica de las decisiones colectivas) en el que confirma y precisa las teorías de Arrow. En 1993 se publica su habilitación “Kritik des Konsequenzialismus”, la crítica del consecuencialismo, que arremete contra la postura “es racional hacer aquello, que posee mejores consecuencias”. Nida-Rümelin critica la postura de la teoría de la decisión racional (rational choice theory) con argumentos basados en los dilemas que surgen de la teoría misma, demostrando que es incapaz de abarcar los fenómenos de la obligación y justificación morales. Desde 2004 es tarea programática, como catedrático en la universidad de Múnich, el reunificar las tres disciplinas normativas clásicas de Aristóteles: la economía, la ética y la política. Nida-Rümelin también se ha dedicado al campo de la ética aplicada, es decir, a los terrenos de la ética de actuación técnica, la ética medioambiental y médica. Su posición y pensamientos en dichas materias se hallan subsumidos en su manual “Angewandte Ethik” (ética aplicada) y el tomo III de sus ensayos éticos “Ethische Essays”. En su libro “Demokratie und Wahrheit” (la democracia y la verdad), publicado en 2006, se enfrenta al escepticismo imperante en el ámbito de la política en lo que respecta a la verdad, contradiciendo con ello a la escuela de Carlo Schmitt y a su corriente del decisionismo político.

## Debates filosóficos
Nida-Rümelin critica el fundamentalismo religioso y se declara humanista. La racionalidad como corriente filosófica debe proponer a su vez una orientación ética normativa capaz de ser mantenida fuera de todo vínculo religioso. Dicha racionalidad no ha elaborado contribución alguna en este campo en los últimos decenios, con lo cual ha contribuido al surgimiento de una cierta nostalgia religiosa. El movimiento evangelicalista estadounidense ha creado con el creacionismo una seudociencia que amenaza paulatinamente la verdadera ciencia. Asimismo Nida-Rümelin subraya la falsedad histórica de la suposición según la cual la moral es un producto de la religión y crítica ante la discusión en la sociedad alemana sobre la necesidad de clases de ética en las escuelas el monopolio que ejercen los grupos religiosos sobre la moral. Los agnósticos también pueden ser personas morales. Escritos éticos como los de Séneca demuestran que es posible poseer valores morales firmes sin tener que apelar por ello a un dios. El humanismo como guía cultural – título de uno de sus libros – hace referencia a un consenso normativo básico en una sociedad abierta (Popper) y humana.
En el debate público iniciado por los neurocientíficos Wolf Singer y Gerhard Roth sobre la libertad y la responsabilidad individual, defiende Nida-Rümelin la capacidad racional del individuo de actuar dentro de un parámetro racional de motivos basado en la libertad de elección y decisión individuales; si bien la experiencia de la libertad de actuación en la vida real puede nublarse y ser en ocasiones errónea, no se puede afirmar en términos generales que sea un gran espejismo o ilusión. En su escrito publicado en 2005 “Über menschliche Freiheit”, sobre la libertad humana, define éste la libertad como aquella compilación de motivos “sub-determinados” que nos conducen a creer algo y a actuar conforme a dichas creencias. De ahí surge una estrecha relación entre las nociones de libertad, racionalidad y responsabilidad. Su posición, que desarrolla dentro de dicho escrito en cinco ensayos, es una respuesta humanista al naturalismo y materialismo, corrientes filosóficas muy en boga en la filosofía y neurociencia coetáneas. 
Por último, Nida-Rümelin ha comentado la reforma universitaria en Alemania basada en la Declaración de Bolonia desde un punto de vista crítico, abogando por una “reforma de la reforma” y una vuelta a los puntos fuertes de la tradición universitaria europea.